# 池田富蔵
池田 富蔵（いけだ とみぞう、生没年不詳）とは、昭和時代の東京の人物。

## 来歴
経歴不詳。屋号は池田屋、1930年代に鳥居言人作の木版画を版行しており、これが「池田版」と称されている。この池田が「朝寝髪」という言人作の版画を当初限定100部で製作、版行しようとしたが、70部を販売したところで警視庁に没収され発禁処分になったという。